# Bahal Batu III
Bahal Batu III is een bestuurslaag in het regentschap Tapanuli Utara van de provincie Noord-Sumatra, Indonesië. Bahal Batu III telt 1745 inwoners (volkstelling 2010).